# 下町
下町（日语：／ Shitamachi */?）是日本地理名詞，有地形、人文地理等兩種領域的用法。地形上指城市中靠近河岸、海邊等低地的區域，人文地理上則從地形用法延伸，用以指稱古代城市中庶民聚居的工商業區域，與圍繞日本城磐周圍的公家、武家街區相對。美式英語中相近的用詞為「下城」（Downtown）。
東京、大阪這兩個日本最大的都市都有「下町」，而指稱東京（或古江戶）的下町時，常會與「山之手」一詞對應使用，後者是指武家住宅的集中區，其地勢也較下町為高。

## 外部鏈結
- https://web.archive.org/web/20160304111822/http://www.taiwanembassy.org/ct.asp?xItem=397198&ctNode=2237&mp=2
- http://www.tripadvisor.com.tw/LocationPhotoDirectLink-g293913-d547560-i85316711-Chair_Man_Hotel-Taipei.html（页面存档备份，存于）